# Kanton Torcy
Kanton Torcy is een kanton van het Franse departement Seine-et-Marne. Het kanton maakt deel uit van het arrondissement Torcy. Het heeft een oppervlakte van 35,92 km² en telt 54 710 inwoners in 2017, dat is een dichtheid van 1523 inwoners/km².

## Gemeenten
Het kanton Torcy omvatte tot 2014 de volgende 6 gemeenten:
- Bussy-Saint-Georges
- Bussy-Saint-Martin
- Collégien
- Croissy-Beaubourg
- Ferrières-en-Brie
- Torcy (hoofdplaats)

Door de herindeling van de kantons bij decreet van 18 februari 2014, met uitwerking in maart 2015, omvat het kanton sindsdien volgende 5 gemeenten
- Bussy-Saint-Georges
- Bussy-Saint-Martin
- Collégien
- Jossigny
- Torcy (hoofdplaats)